# Manuel Foraster i Giravent
Manuel Foraster i Giravent (Sabadell, 3 de juliol de 1949 - Barcelona, 13 de març de 2016), fou un editor, periodista i gestor cultural. Va dirigir la revista Nexus i va ser sots-director del setmanari El Món. Va ser vicepresident de la Fundació La Mirada i responsable de premsa i comunicació de l'Olimpíada Cultural del COOB 92 (Comitè Olímpic Organitzador de Barcelona 1992), del Col·legi de Premsa d'Arquitectes de Catalunya i del Centre Cultural de la Pedrera Va ser comissari d'algunes exposicions d'escriptors i fotògrafs com ara "Sagarra periodista" i" Romain Slocombe et la beauté menacée".
Durant els darrers anys de la seva vida va publicar dues novel·les: Factures pagades (2012) i Lisboa direcció París ( 2014), concebudes com les dues primeres entregues del que va acabar sent una trilogia. Els últims dies abans de morir els va dedicar a corregir el tercer volum de la trilogia, que es titulà Sabadell, grand central, Nova York, Rambla (2016). També va editar i publicar, l'any 2012, el llibre d'entrevistes Antoni Farrés i Sabater, tal com l'hem conegut, que mostra una visió calidoscòpica del personatge a través de persones que l'havien tractat de ben a prop
Foraster fou diagnosticat de càncer, malaltia amb la qual conviuria durant els dos últims anys de la seva vida i de la qual ja no es recuperaria.

## Obra
- Factures pagades, 2012
- Antoni Farrés i Sabater, tal com l'hem conegut, 2012
- Lisboa direcció París, 2014
- Sabadell Grand Central, Nova York Rambla, 2016